# Związek wyznaniowy Singh Saba Gurudwara w Rzeczpospolitej Polskiej

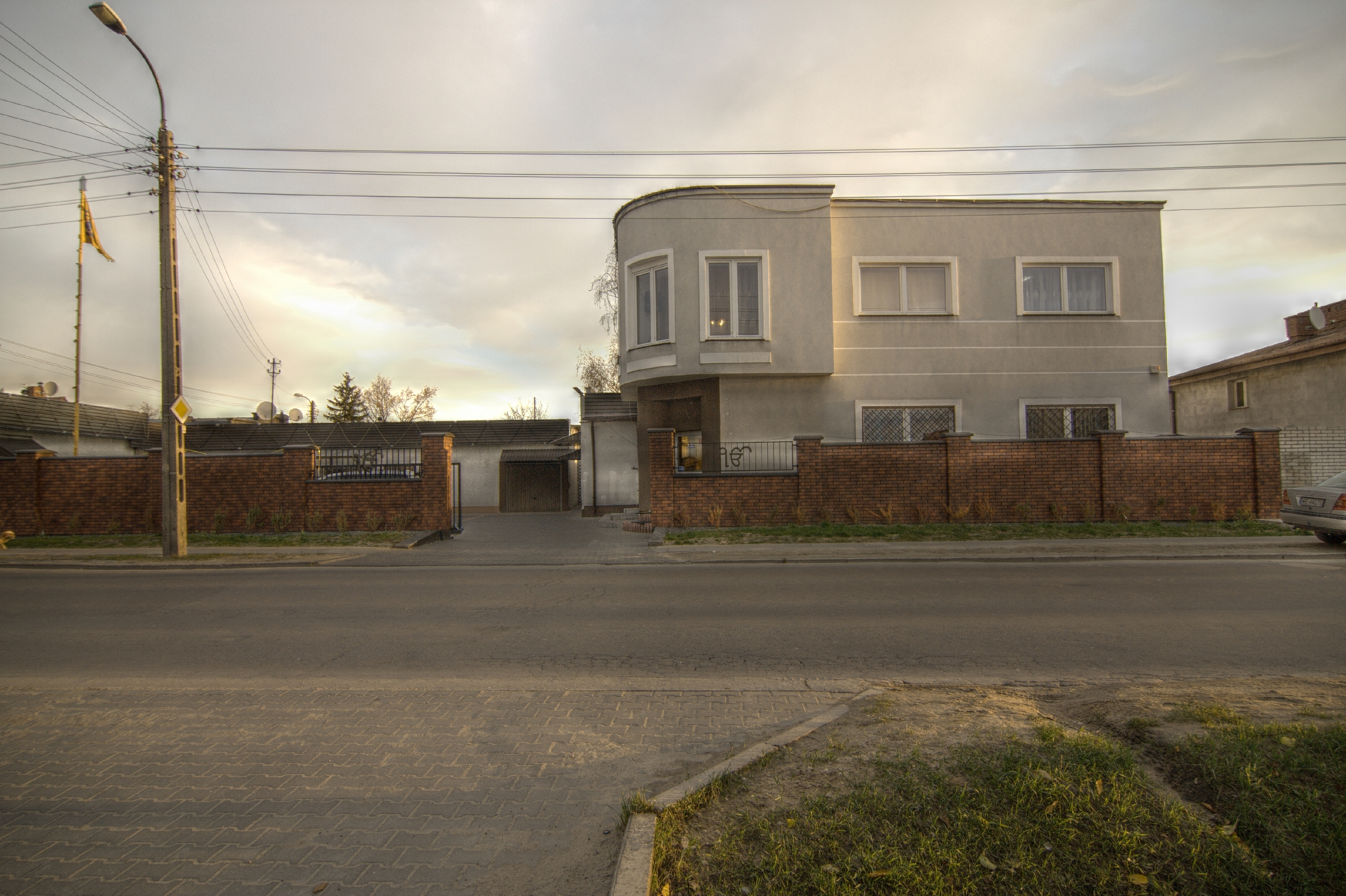
Gurudwara na zewnątrz

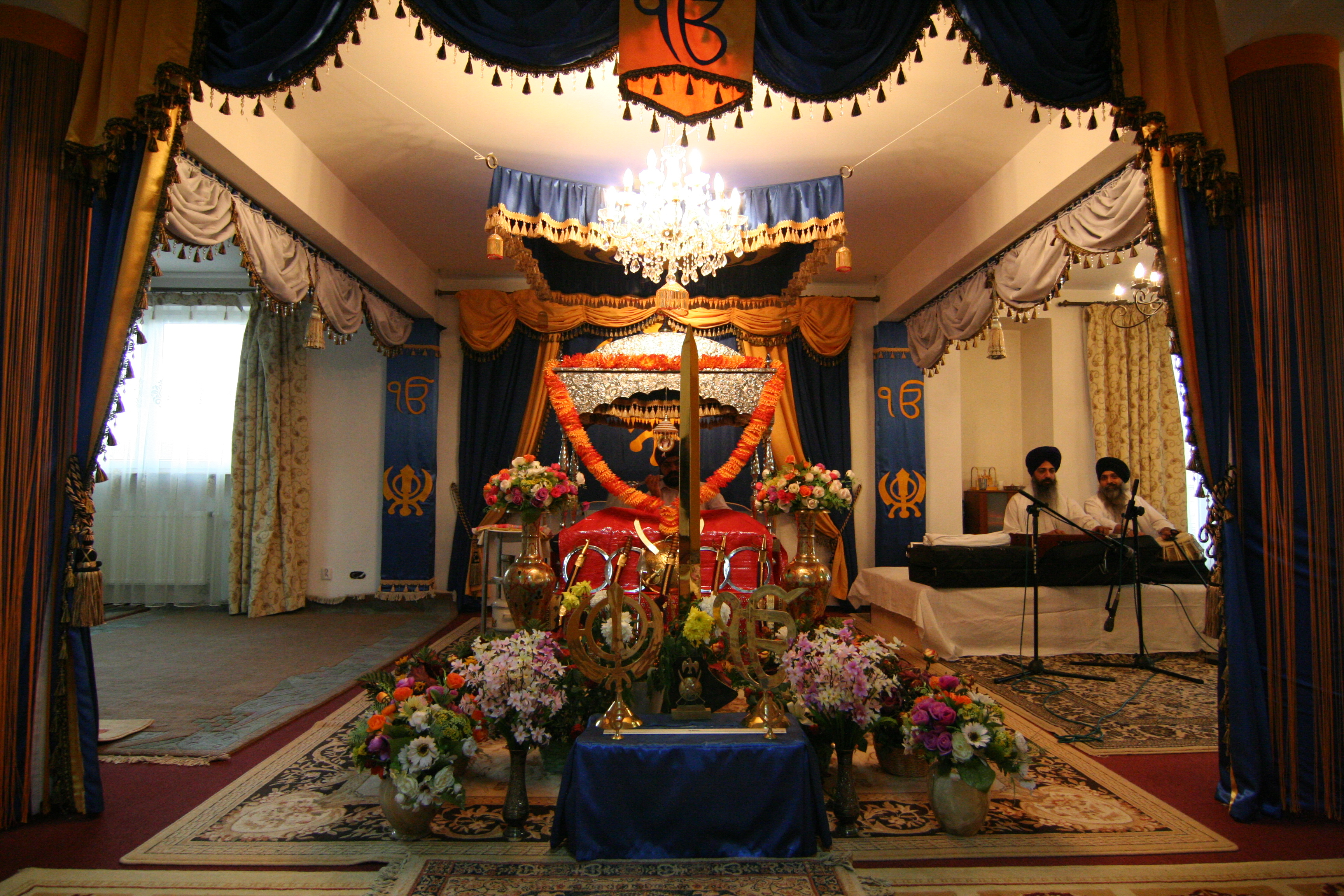
Modlitwa

Związek wyznaniowy Singh Sabha Gurudwara w Rzeczpospolitej Polskiej – pierwszy i jedyny zarejestrowany w Polsce sikhijski związek wyznaniowy. MSWiA dokonało rejestracji związku na liście kościołów i innych związków wyznaniowych pod pozycją nr 166 w dniu 20 grudnia 2007.
Pierwszym Naczelnym Przełożonym związku został Jawahar Jyoti Singh. Siedziba władz i pierwsza gurudwara w Polsce znajduje się w Warszawie przy ul. Na Skraju 56.